# Prodajus lobiancoi
Prodajus lobiancoi är en kräftdjursart som beskrevs av Bonnier 1903. Prodajus lobiancoi ingår i släktet Prodajus och familjen Dajidae. Inga underarter finns listade i Catalogue of Life.